# فرودگاه محلی رایس لیک
 فرودگاه محلی رایس لیک (به انگلیسی: Rice Lake Regional Airport) (به زبان بومی: Carl's Field) یک فرودگاه همگانی بهره‌برداری هوایی با کد یاتا RIE است که یک باند فرود آسفالت دارد و طول باند آن ۲۰۴۲ متر است. این فرودگاه در کشور ایالات متحده آمریکا قرار دارد و در ارتفاع ۳۳۸ متری از سطح دریا واقع شده است.